# Pediasia dorsipunctellus
Pediasia dorsipunctellus là một loài bướm đêm trong họ Crambidae.